# Samir Saliji
Samir Saliji (* 3. März 1984 in Nitra, Tschechoslowakei) ist ein slowakischer Eishockeyspieler, der seit 2008 beim HK Nitra in der slowakischen Extraliga  unter Vertrag steht. Sein Bruder Garip ist ebenfalls ein professioneller Eishockeyspieler.

## Karriere
Samir Saliji begann seine Karriere als Eishockeyspieler in seiner Heimatstadt in der Nachwuchsabteilung des HK Nitra, für dessen Profimannschaft er von 2001 bis 2003 in der slowakischen Extraliga aktiv war. Anschließend spielte er ein Jahr lang für die Des Moines Buccaneers in der nordamerikanischen Juniorenliga United States Hockey League. Zur Saison 2004/05 kehrte der Flügelspieler zunächst nach Nitra in die Extraliga zurück, beendete die Spielzeit jedoch erneut bei den Buccaneers in der USHL. 
Von 2005 bis 2010 stand Saliji in der Extraliga für seinen Ex-Club HK Nitra und den HC Dukla Trenčín auf dem Eis. Parallel spielte er für den HK Levice und Lokomotiva N. Zamky in der zweitklassigen 1. Liga. Für die Saison 2010/11 erhielt der ehemalige Junioren-Nationalspieler einen Probevertrag beim neu gegründeten HC Lev Poprad aus der Kontinentalen Hockey-Liga. Da dieser den Spielbetrieb nicht aufnahm, kehrte Saliji zum HK Nitra zurück.

### International
Für die Slowakei nahm Saliji an der U18-Junioren-Weltmeisterschaft 2002 sowie der U20-Junioren-Weltmeisterschaft 2003 teil.

## Extraliga-Statistik
(Stand: Ende der Saison 2010/11)